# ヨシフ・イヴァノヴィチ
ヨシフ・イヴァノヴィチ（ルーマニア語: Iosif Ivanovici, 1845年 ティミショアラ - 1902年9月28日 ブクレシュティ）はルーマニアの作曲家・指揮者で、ガラツィとブクレシュティの軍楽隊の隊長である。イオン・イヴァノヴィチ（Ion Ivanovici）とも。

## 経歴
ティミショアラに生まれる。彼はワルツ、ファンファーレ、行進曲や民謡に基づく作品などおよそ350の作品を残し、パリ万博では作曲賞を受賞したほどである。
現在はその作品の多くは忘れられ、1880年に作曲したワルツ《ドナウ川のさざなみ Valurile Dunării》のみが盛んに演奏されている（他にルーマニア王妃エリサベタの筆名を題名としたワルツ《カルメン・シルヴァ Carmen Sylva》が極稀に演奏される）。《ドナウ川のさざなみ》は、その哀愁を帯びた旋律、オーケストレーションの見事さなどから、東欧の作曲家のワルツ作品としては突出して有名な彼の傑作である。

### ドナウ川のさざなみ
《ドナウ川のさざなみ》は同じころ活躍していたヨハン・シュトラウス2世の作品《美しく青きドナウ》とはまったく表情が違い、《美しく青きドナウ》が優雅で明るい曲であるのに対し、《ドナウ川のさざなみ》は感傷的でロマンチックな曲である。そのような理由からかこの曲は、日本人の心に訴えるものがあるのか、「月は霞む春の夜」という歌詞がつけられて歌われるほど日本では人気がある。また、当時の軍楽隊のレパートリーにされていたという。アメリカでも歌詞がつけられ、《アニヴァーサリー・ソング》として親しまれている。《ドナウ川のさざなみ》は映画にも多く使われている。その例に《野良犬》、《ジョルスン物語》、《パパは出張中!》、《あゝ野麦峠》などがある。彼がこの曲を作曲した時期はルーマニアが独立を認められた時期である。なお、彼には長調と短調を組み合わせてワルツを作る傾向があったといわれる。クラシック音楽愛好家でもある作家の鮎川哲也は、ルーマニアのレコード公社にあてて貴国を代表する作曲家である彼の全集を製作するよう要望する手紙を出したことがあると記述している。

## 家族・親族
- 曾孫：ピアニストのアンドレイ・イヴァノヴィチ（1968年生まれ）は彼のひ孫である。

## 主な作品
- Op.  51　ワルツ Inima Română (英:Romania's Heart, 仏:Cordialité Roumaine)
- Op. 122　ワルツ (英:Moonglow Waltz, 独:Im Mondemglanz )
- Op. 123　ポルカ Poker
- Op. 124　ワルツ (英:In the Courts of the Princess, 独:Am Hofe der Czarin, 仏:La Czarine)
- Op. 127　ワルツ Regina balului (英:King of the Ball, 独:Die Ballkönigin)
- Op. 128　ワルツ (英:Golden Hours Waltz, 独:Goldene Stunden Waltz, 仏:Heures Dorées)　1893年
- Op. 129　マーチ (Erzherzog Carl Ludwig)
- Op. 130　ポルカ・マズルカ Céline
- Op. 134　ワルツ Natalia (仏:Nathalie)
- Op. 136　ワルツ (英:Messenger of Love, 独:Der Liebesbote)
- Op. 137　ポルカ De-a Gajurile (独:Beim Pfänderspiel)
- Op. 149　ワルツ Floricică Fermecată (独:Blüthenzauber)
- Op. 155　ワルツ (英:Love for Love Waltz, 独:Lieb' um Liebe Waltz)
- Op. 157　ワルツ Viziunea Orientului (英:Vision of the East, 仏:Vision de l'Orient)
- 歌曲 Frumoșii Ochi Albaștri
- カドリーユ Amintiri din Brăila (仏:Souvenir de Brăila)
- カドリーユ Suvenire
- キャロル Marșul Carol
- ギャロップ Asalt (英:Storm, 独:Sturm)
- ポルカ Fetele vesele (英:Love of Music, 独:Liebes Klänge)
- ポルカ Mariana
- ポルカ Regina Dimineței (英:The Queen of the Morning, 独:Die Konigin des Morgens, 仏:La Reine du Matin)
- ポルカ Rosina (1902年)
- ポルカ Șoricelul (英:Mouse, 独:Maus)
- ポルカ・マズルカ Elena
- ポルカ・マズルカ Odalisca (仏:L'Odalisque)
- ポルカ・マズルカ Visul Serii (英:Evening Dream, 独:Abendträume)
- マズルカ La Balul Curtii
- マズルカ Pe Dunăre
- マズルカ Plăcerea Balului
- マーチ Adio, Focșani (英:Farewell to Focsani March, 独:Abschied van Focsani March)
- マーチ Kalinderu
- マーチ Marș Militar (英:Military March)
- マーチ (独:Kaiserreise, 仏:Voyage imperial)
- 夜曲 Serenadă (仏:La Serenade)
- 夜曲 Țiganca (英:Gypsy Serenade, 独:Szerenade Zigeuneren)
- ワルツ《ドナウ川のさざなみ》 Valurile Dunării (1880年)
- ワルツ《カルメン・シルヴァ》Carmen Sylva (1892年)
- ワルツ (仏:La Bella Roumaine) (1901年)
- ワルツ Alina
- ワルツ Amalia
- ワルツ Aurel
- ワルツ Cleopatra
- ワルツ Farmecul Munților (英:Magic of the Mountains Waltz)
- ワルツ Farmecul Peleșului
- ワルツ Fiica Marinarului (独:Schiffers Tochterlein, 仏:La Fille du Marin)
- ワルツ Flori de Câmp (英:Wild Flowers, 独:Feldblumen)
- ワルツ Frumoasa Româncă
- ワルツ Inimioară (独:Herzliebchen)
- ワルツ Incognito
- ワルツ Luceafărul
- ワルツ Meteor
- ワルツ Sinaia
- ワルツ Suspinul  (英:The Daughter of the Boatman, 独:Seufzer)
- ワルツ Tatiana
- ワルツ Trandafirii Orientului (英:Roses from the Orient, 独:Rosen aus dem Orient, 仏:Roses de l'Orient)
- ワルツ Ușor ca un Vis (英:Easy, like a Dream, 独:Leicht, wie der Traum, 仏:Légère Comme un Rêve)
- ワルツ Valsul Agathei (英:Agatha Waltz)
- ワルツ Viața la București (英:Life in Bucharest)
- ワルツ Visuri de Aur (英:Golden Dreams)
- ワルツ (英:Anniversary Waltz)
- Fata Pescarului
- Hora Micilor Dorobanți
- Porumbeii Albi (英:The White Doves)
- Sârba Moților
- Zâna Dunării (英:The Fairy of The Danube)
- (英:Bavarian Landler)
- (英:Life in Cyprus)